# Haerbin Pijiu Jituan
Haerbin Pijiu Jituan (xinès tradicional: 哈爾濱啤酒集團, xinès simplificat: 哈尔滨集团, pinyin: Hā'ěrbīn Píjiǔ Jítuán, literalment 'Grup cerveser de Harbin', coneguda pel nom en anglés: Harbin Brewery) és una fàbrica de cervesa xinesa fundada l'any 1900 a Harbin, Heilongjiang. Com a quarta cerveseria més gran de la Xina i la més antiga, té una posició de lideratge al nord-est de la Xina i ha comercialitzat també els seus productes baix la marca Hapi, que alhora és una denominació comuna per a referir-se a la cervesa de Harbin, utilitzant el primer caracter de les paraules Harbin i Pijiu.
La seua capacitat de producció anual de cervesa a més d'1 milió de tones i s'ha convertit en un gegant de la indústria cervesera de la Xina després de la seua reforma i cotització reeixida a la borsa de Hong Kong. Tanmateix, en comparació amb la cervesa Tsingtao o la cervesa Zhujiang, la participació d'Harbin als mercats europeus i americans és menor. Al mercat nord-americà, la cervesa Harbin es va vendre inicialment als supermercats xinesos (que segueixen sent el seu principal punt de venda a principis de la dècada del 2020) i es va començar a expandir gradualment a altres supermercats asiàtics, com ara cadenes de supermercats coreans com Market World i Freshia. Té el reconeixement de Zhonghua Laozihao.

## Història
La història de la cervesa Harbin es remunta a l'any 1900, quan Jan Wróblewski, un polonés de Tarczyn, aleshores situat a la partició russa de Polònia, va fundar una fàbrica de cervesa al nord-est de la Xina (llavors anomenada Manxúria), que s'anomenà Ulubuliefusiji, com el cognom transliterat del creador. L'objectiu inicial de la cerveseria era proveir els russos que treballaven en el projecte del ferrocarril transmanxurià iniciat el 1898. L'any 1908, l'empresa va passar a anomenar-se Gloria. A principis del segle xx, la cervesera era una de les tres principals indústries de la ciutat, amb unes 20 empreses productores. A la dècada del 1910, la producció conjunta arriba al milió de botelles anuals, i la ciutat esdevé un dels majors mercats de cervesa del país. Una dècada després, la producció era de 4,3 milions de botelles.
El 1932, la fàbrica de cervesa rep el nom de la ciutat, quan va passar a ser controlada conjuntament per nacionals xinesos i txecs, però poc després finalitza la invasió de Manxúria, sent controlada pels japonesos. En aquell moment, diverses cerveseres més menudes són fusionades i absorbides per l'empresa. Més tard, el 1946, després que l'Exèrcit Roig soviètic va capturar Manxúria, la companyia va ser controlada per ciutadans soviètics, que l'anomenaven Quilin.
La situació es va donar fins al 1950, quan Stalin va ordenar la devolució dels actius xinesos, i la propietat va ser retornada al govern xinés. Llavors rep el seu nom actual i és operada com a entitat de propietat estatal. Arran de la fam provocada pel Gran Salt Endavant, l'empresa es va convertir en la primera a elaborar cervesa amb dacsa en comptes d'arròs, l'any 1959.
Durant la dècada del 1960, l'empresa es va centrar a invertir per millorar la seua tecnologia i el 1973 va instal·lar la primera màquina d'esterilització a la província de Heilongjiang. Va ser una de les primeres empreses cerveseres en operar a la borsa de Hong Kong.
El juny de 2003, SABMiller va adquirir una participació del 29,6% de l'empresa per 87 milions de dòlars. L'any 2004 es va produir una batalla entre el grup Anheuser-Busch i SABMiller per tal de prendre el control de la cervesera, fins al punt que Li Guirong, president del grup Tsingtao, tenia por que l'adquisició afectara negativament la seua aliança estratègica amb A-B. Finalment, Anheuser-Busch va adquirir l'empresa de Harbin per 720 milions de dòlars, 200 més que la seua valoració de mercat aleshores.
El 20 de setembre del 2014 obri una nova fàbrica, i l'antiga es converteix en el Museu de la Cervesa de Harbin, amb una superfície de 6.258 metres quadrats i tres plantes.